# Boutencourt
Boutencourt je francouzská obec v departementu Oise v regionu Hauts-de-France. V roce 2013 zde žilo 246 obyvatel.

## Poloha
Sousední obce jsou: Énencourt-Léage, Flavacourt, Jaméricourt, Labosse, Porcheux, Thibivillers a Le Vaumain.

## Vývoj počtu obyvatel
Počet obyvatel